# Zionkirche Weddewarden

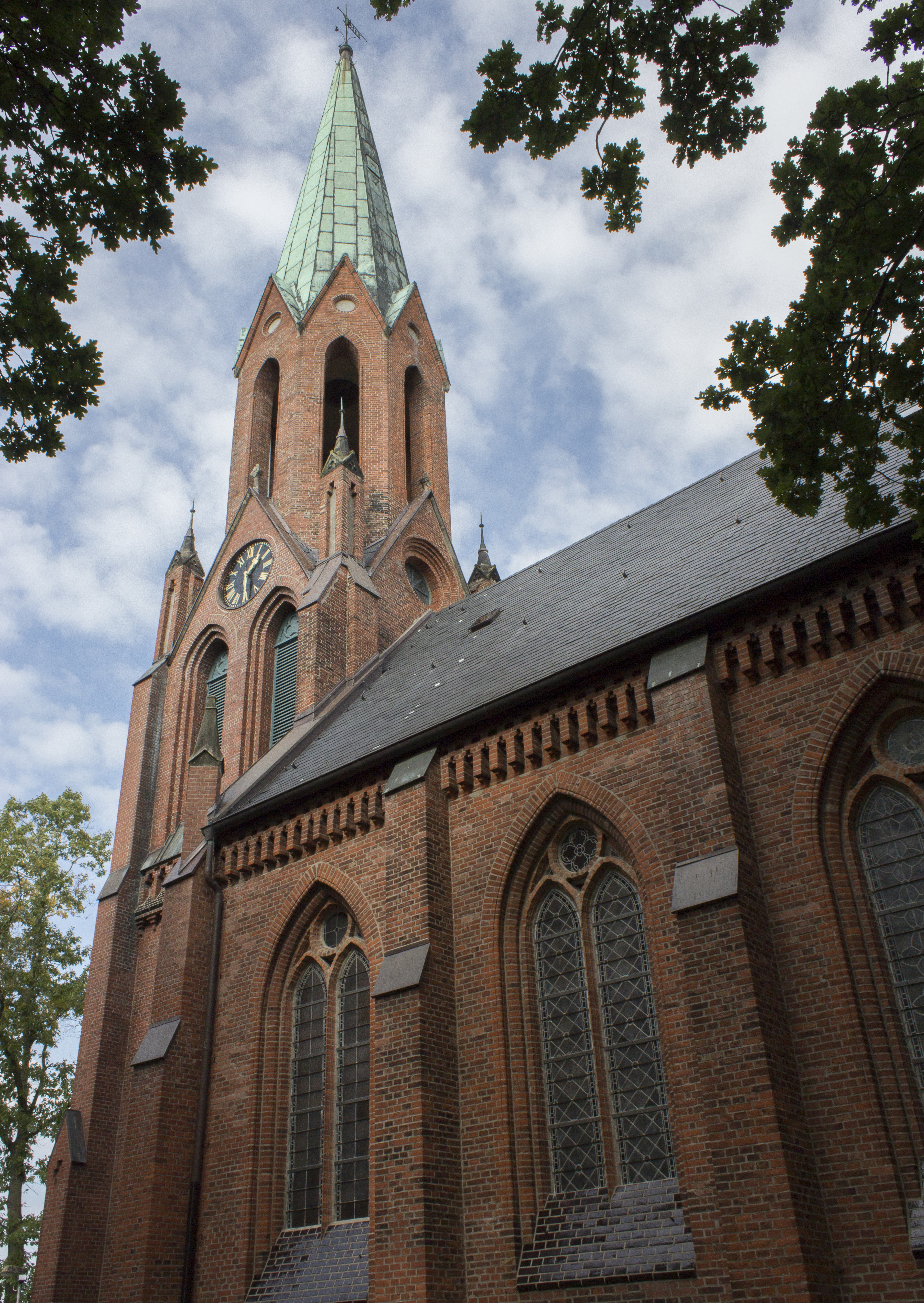
Zionkirche Weddewarden

Die Zionkirche Weddewarden in Bremerhaven-Weddewarden entstand 1875 bis 1877 nach Plänen von August Schwägermann und Carl Pogge (Turm).

Das Gebäude in der Wurster Straße steht seit 2015 unter Bremer Denkmalschutz.

## Geschichte
Die evangelisch-lutherische neugotische Zionkirche aus Backstein entstand als Ersatz für die mittelalterliche baufällige Bartholomäuskirche von 1218, die sogenannte Ochsenkirche in Imsum (früher Dingen). Von der 1875 abgebrannten und 1895 abgetragenen Kirche blieb nur der Ochsenturm genannte Kirchturm als Seezeichen erhalten. Der Konsistorial-Bauinspektor August Schwägermann aus Stade plante den  einschiffigen Bau mit eingerücktem Chor und 5/8-Schluss, Carl Pogge aus Bremerhaven den Ostturm der Kirche, diesen vielleicht nach dem Vorbild der Bürgermeister-Smidt-Gedächtniskirche in Bremerhaven. Das offene, mittlere Glockengeschoss hat wie dort an allen vier Seiten Dreiecksgiebel. Das oktogone obere Turmgeschoss wird von einem spitzen Turmhelm abgedeckt. Der Grundstein wurde am 5. Mai 1877 gelegt, am 1. Advent 1877 wurde die Kirche eingeweiht. Das alte Pastorenhaus besteht nicht mehr.

## Innenraum
Der Raumcharakter des schlichten, mit einfachen Maßwerkfenstern durchlichteten Inneren wird bestimmt von der jüngst wiederhergestellten Farbigkeit des Chors und dem teils offenen dreigeteilten Hängesprengwerk des Dachstuhls.

## Ausstattung
Aus der aufgegebenen Kirche wurden zwei spätmittelalterliche Bronzegüsse, das Abendmahlsgeschirr von ca. 1400 bis 1800, ein hölzernes Epitaph von 1712 sowie eine Folge barocker Reliefs übernommen.
Das älteste Kunstwerk der Kirche ist das Taufbecken. Sein Korpus wird von sechs stehenden Figuren getragen, die auf einen Standring gestellt sind. Dreien von ihnen liegt die gleiche Gussform zugrunde. Flache figürliche Reliefs (Maria mit Kind, Bischof, Krieger mit nachträglich zugefügtem Wappenschild) umgeben die Wandung. Die Inschrift in Spiegelschrift lautet: Ao DN Mo CCCo L XXX III In PROFESTO ANNUNCIACIONIS BEATEMARIE VIRGINIS FUSUM BAPTISTERIUM ISTUD (=Im Jahre des Herrn 1384 am Feste der Verkündigung der Heiligen Jungfrau Maria ist dieses Taufbecken gegossen). Durchmesser: 74 cm.

Zeichnung der beiden Abendmahlskelche um 1400 durch Hermann Adickes am 3. September 1912

Zwei Kelche um 1400 und von 1408 stammen ebenfalls aus der alten Kirche.
Auch die 1455 datierte Glocke wurde aus dem Ochsenturm übernommen. Sie ist als Werk des Hermann (Harmen) Klinghe bezeichnet, der mit seinem Vater Ghert Klinghe und seinen Brüdern im 15. Jahrhundert von Bremen aus eine produktive Bronzegusswerkstatt betrieb. Eine Glocke von 1781 wurde im Zweiten Weltkrieg eingeschmolzen.
Aus barocker Zeit stammen die 13 Reliefs an den Sakristeitüren und der Emporentreppe. Sie stammen von einer 1672 errichteten Kanzel und zeigen alt- und neutestamentlichen Szenen, die dem Bildschnitzer Jürgen Heitmann dem Jüngeren aus Wilster zugeschrieben werden, der 1670 einen signierten Altar im nahen Dorum ausführte. Die Fassung wurde 1928 erneuert.
Für den Altar der neuen Kirche wurde das Gemälde "Jesus im Garten Gethsemane zu seinen Jüngern tretend" aus dem Nachlass des Malers Adolf Wichmann erworben.
Die drei Chorfenster mit biblischen Themen und die ornamentalen Seitenfenster wurden von der Glasmalereiwerkstatt Heinrich Oidtmann geschaffen.
Vier Evangelisten auf der Kanzel malte der junge Hermann Schaper, der später zu einem der bekanntesten deutschen Kirchenmaler wurde und zum Beispiel die Ausmalung des Bremer Doms leitete.

## Zion-Kirchgemeinde
Das ev.- luth. Pfarramt Zionkirchengemeinde Weddewarden–Imsum ist zuständig für zwei Orte in unterschiedlichen Bundesländern: Weddewarden in Freie Hansestadt Bremen und Imsum in Niedersachsen. Es gehört zum Kirchenkreis Bremerhaven der Evangelisch-lutherischen Landeskirche Hannovers. Besondere Aktivitäten der Gemeinde sind: Kirche mit Kindern, Café Klingelbüdel, Gottesdienste im Freien am Ochsenturm.
Zum Namen: Zion hieß ursprünglich eine Turmburg in Jerusalem. Zion wurde seit dem 10. Jahrhundert v. Chr. mit dem Bau des ersten Jerusalemer Tempels unter König Salomo zum Synonym für den Wohnsitz Gottes (siehe auch Tochter Zion, freue dich sowie Mt 21,1–9 ).